# بابا شارو (مجلة)
مجلة بابا شارو هي مجلة مصرية أسبوعية، صدرت لأول مرة في أول خميس من شهر أكتوبر عام 1948م، ليست هناك إشارة إلى أسماء العاملين في المجلة. القطع: 34×22سم، توجه إلى سن الأطفال من 8 إلى 16 سنة، دون إشارة إلى ذلك، ليست هناك مقدمة في العدد.
تعتمد المجلة على بعض القصص الكرتونية، حيث هناك 6 صفحات من بين 24 صفحة، صفحات التسالي تعتمد على الفكاهات وردود على القراء، وليس هناك شعار للمجلة، تعتمد المجلة على الإعلانات كمصدر دخل.

## الأبواب
- كتب الغزال والحمير
- سر المنظار الأسود
- فروع لوز إسكافي
- العصفور الجريح
- عودة أبو زعيزع وشبر ونص
- صندوق العجائب
- طرزان مع العريان
- ألعاب وتسلية وفكاهات
- في أوقات الفراغ
- جلا جلا